# Ivohibe (district)
Ivohibe is een district van Madagaskar in de regio Ihorombe. Het district telt 55.454 inwoners (2011) en heeft een oppervlakte van 4.119 km², verdeeld over 4 gemeentes. De hoofdplaats is Ivohibe.